# 吉良親実
吉良 親実（きら ちかざね）は、戦国時代から安土桃山時代にかけての武将。長宗我部氏の家臣。土佐国の戦国大名・長宗我部元親の弟で中村城主・吉良親貞の子。吉良城・蓮池城主。

## 生涯
幼少の頃から智勇に優れ、元親の娘を娶ることを許されるなど重用された。父の死後、その家督を相続し、一門衆として活躍するが、元親の側近・久武親直とは仲が悪く、いつも対立していた。
天正14年（1586年）12月、元親の嫡男である長宗我部信親が戦死して跡継ぎ騒動が起こると、親実は長幼の序をもってして元親の次男・香川親和を推し、4男である長宗我部盛親を推す久武親直と対立する。このとき、親実は元親に対してたびたび親和を跡継ぎとすることを進言したが、その諫言がかえって元親の逆鱗に触れることになり、天正16年（1588年）10月、親実は比江山親興と共に切腹を命じられたとされる。だが、親実による天正17年9月10日（1589年10月19日）付の西諸木若一王子の棟札が現存しているため、親実の切腹は比江山親興と同時ではなかったことが判明する。また、『長宗我部地検帳』の中でも天正19年1月16日（1591年2月9日）の作成期日が確認できる高岡郡鎌田村の地検帳にて蓮池上様（親実の妻である元親の娘）に直接知行が宛がわれており彼女が既に未亡人として実父元親から直に所領を与えられる立場であったことも確認できるため、吉良親実が切腹を命じられたのは天正17年9月以降天正19年1月以前であったと推定される。
親実の死後、その墓では怪異が絶えなかったと伝えられており、また現代においても交通事故が起こると「親実のたたり」と言われることがある。それゆえか木塚明神や、四国では有名な妖怪・怪異である「七人みさき」は親実とその主従の無念の死がモデルであるとも言われる。
子の吉良貞実は姓を町氏に改め、肥後熊本藩細川氏に仕えたが、細川忠興との間で諍いを起こし、堀田正盛に仕えた。その子らはそのまま肥後細川家に仕えて明治に至り、子孫は「長宗我部」姓を称した。熊本県熊本市にある宗岳寺には「長曽我部町家之墓」が存在している。

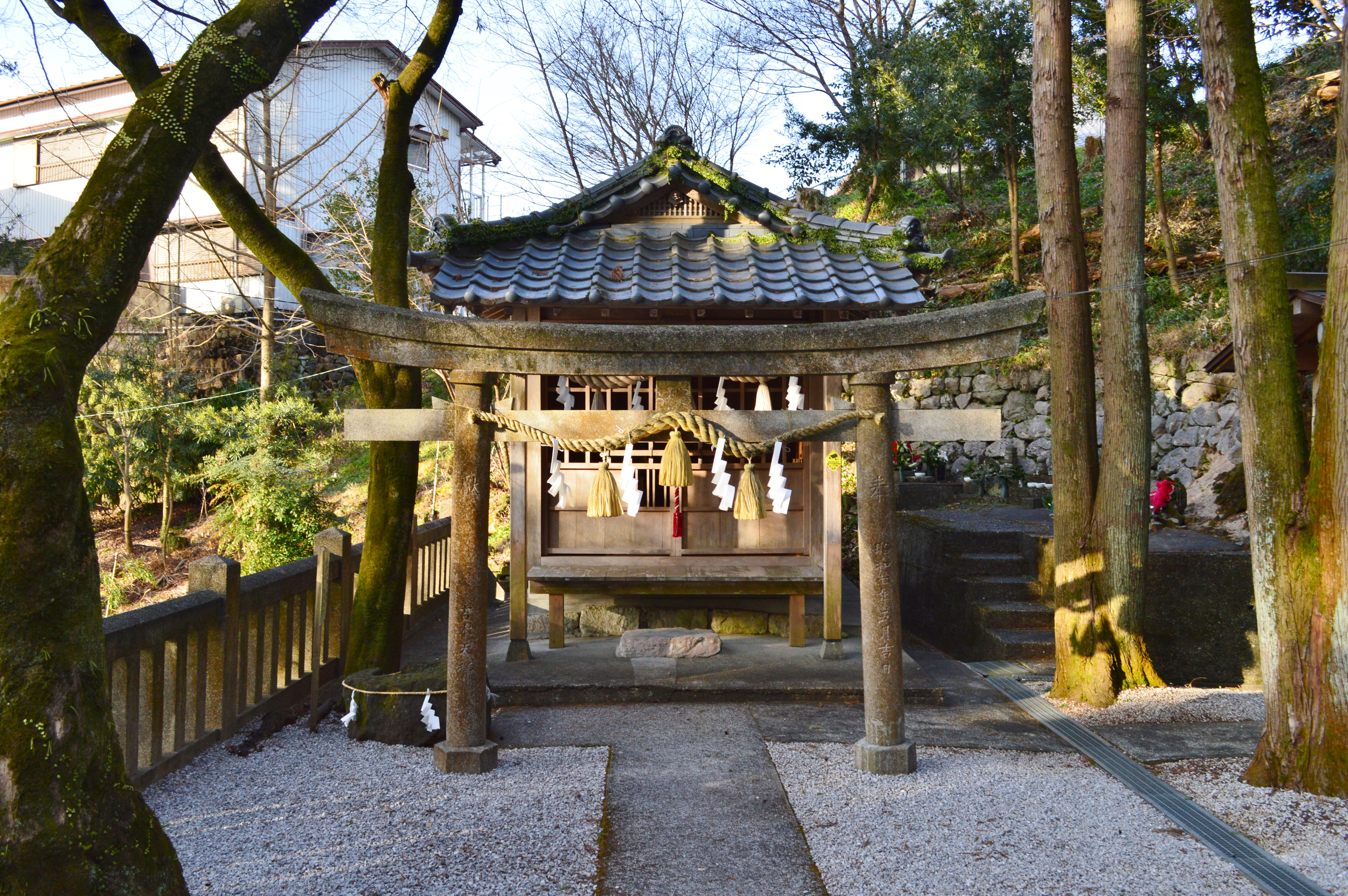
吉良神社（旧葛岡神社） 高知市山ノ端町。若一王子宮境内社で、吉良親実を祀る。社殿前左に伝吉良親実首洗い鉢。
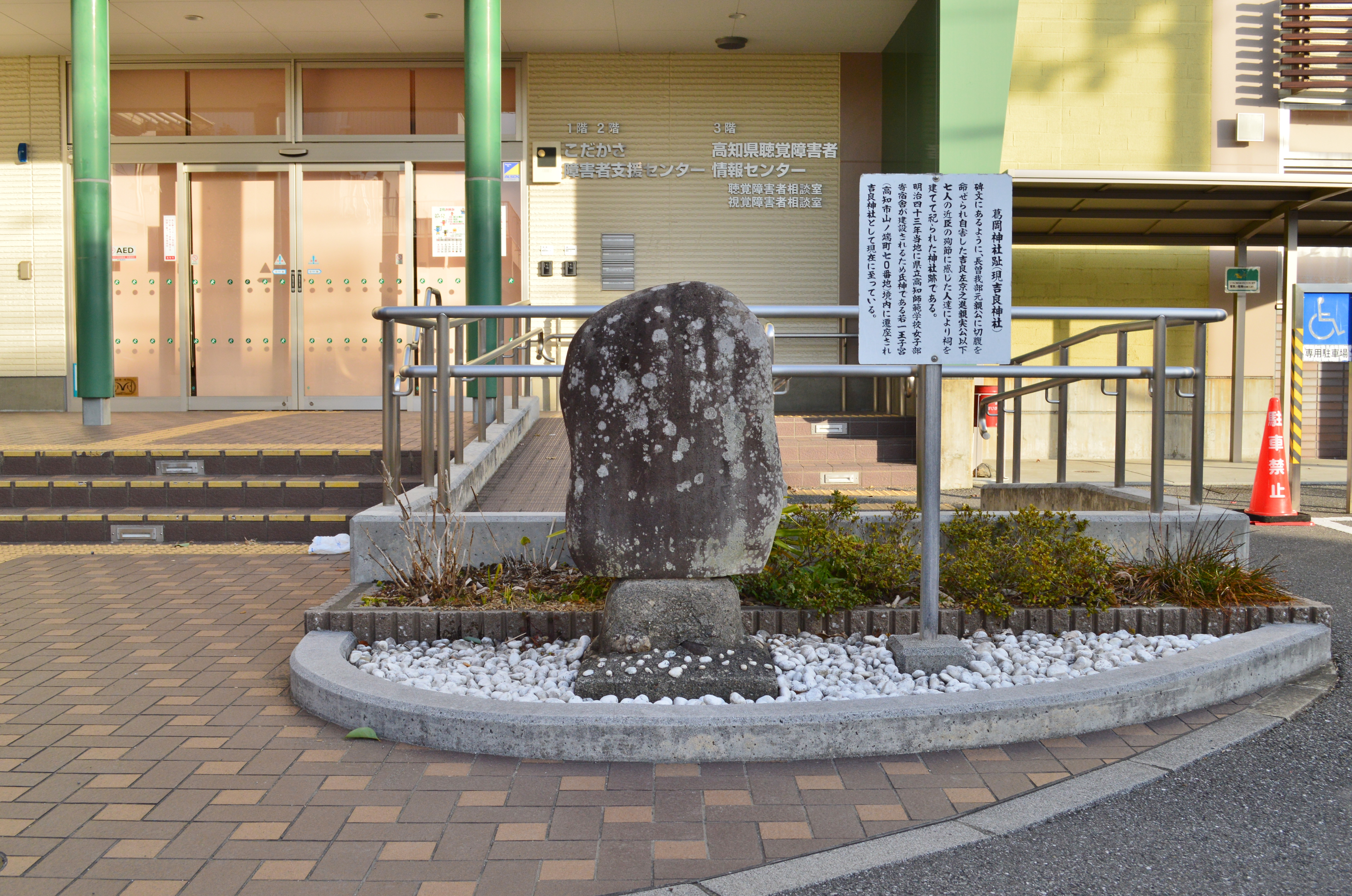
葛岡神社旧鎮座地 高知市越前町。伝吉良親実邸跡。